# 1996 (アルバム)
1996（いちきゅうきゅうろく）は、1996年5月17日に発売された坂本龍一のコンピレーション・アルバム。米国「Rate Your Music」の『史上最高の日本の音楽アルバム』にて19位。

## 解説
坂本龍一の過去の作品からピアノ、ヴァイオリン、チェロによるトリオ編成で再録音。
演奏はピアノが坂本、チェロがジャック・モレレンバウム（Jaques Morelenbaum）。ヴァイオリンはエバートン・ネルソン（Everton Nelson）が演奏する曲が多い（エバートン以外の演奏者は収録曲中に明記）。
ヴァイオリンを2曲だけ担当したデヴィッド・ナディアン（David Nadien）はニューヨーク交響楽団の首席ヴァイオリニストだった。坂本は彼が弾く最初の音を聴いただけで腰を抜かした。
アルバムのタイトルはリリースが「1996年」であることから命名された。
このアルバムに収められなかったトリオ編成作品としては他にも『08/21/1996』に3曲（Sweet Revenge, Self Portrait, 真夏の夜の穴）、『the very best of güt years 1994-1997』に2曲（A Flower is Not A Flower, Floating Along）がある。
このアルバムは第11回日本ゴールドディスク大賞・インストゥルメンタル部門を受賞した。
2012年にリマスター盤が海外で発売。同年に同じトリオ編成で収録された「THREE」が発売。
坂本のアルバムの中で初めてレコーディングからマスタリングまでフルデジタルで行われ、アナログによる作業箇所が存在しない。

## 収録曲
※全作曲：坂本龍一
※国内盤は全16曲。
※海外盤は全12曲で13曲目以降の楽曲は未収録。ただしリマスター盤は全16曲収録で16曲目のみ国内盤と収録曲が異なる。
1. ゴリラがバナナをくれる日
坂本いわく「フランスの印象主義的な感触を持った曲」。短い中にダイナミクスが頻繁に変化するので、録音レベルのとり方が難しかったと回想している。元は1978年「PARCO」のテレビCMで使われたもので、アルバム初収録は『メディア・バーン・ライヴ』。のちに原曲がアルバム『CM/TV』にて「PARCO-フェイ・ダナウェイ『アニマル』」という曲名で収録された。
2. Rain
サウンドトラック『ラストエンペラー』収録。ヴァイオリンはデヴィッド・ナディアン。このアルバムのためにアレンジし直しており、原曲より長くなっている。
3. 美貌の青空
アルバム『スムーチー』収録。オリジナルはヒップホップ風であるが、ここでは静かな雰囲気にアレンジされている。坂本によるとこの曲をイタリアで演奏すると熱狂的な反応が返ってくるとのこと。アルバム『/04』にて同じアレンジで再収録されている。2006年、映画「バベル」にて使用された（テイクとしては『/04』バージョンと思われる）。
4. The Last Emperor
サウンドトラック『ラストエンペラー』収録。この曲がアルバムの最大ダイナミック・レンジになるように全体で調整が行われている。
5. 1919
本アルバムで唯一のオリジナル曲。バックに流れる音声はウラジーミル・レーニンによるスピーチで、坂本としては「ラップ」という位置づけで利用している。曲のタイトルはこのスピーチが1919年に行われたものだったことから付けられた。ドラムなしでテクノ的な表現を試みている[2]。三菱電機の携帯電話ディーガのCM曲として使用され、坂本本人も登場した。シングル収録曲。
6. Merry Christmas Mr. Lawrence
サウンドトラック『メリー・クリスマス・ミスター・ローレンス』収録。原曲をほぼ忠実に再現している。
7. M.A.Y. In The Backyard
アルバム『音楽図鑑』収録。オリジナルより演奏スピードが少し速くなっている。
8. The Sheltering Sky
サウンドトラック『シェルタリング・スカイ』収録。ヴァイオリンはDavid Nadien。原曲をほぼ忠実に再現している。
9. A Tribute To N.J.P.
アルバム『音楽図鑑』収録。中間部が原曲より長い。また原曲と同じくナム・ジュン・パイクの声が使用されている。
10. High Heels (Main Theme)
サウンドトラック『ハイヒール』収録。原曲をほぼ忠実に再現している。
11. 青猫のトルソ
アルバム『スムーチー』収録。原曲よりやや遅めに演奏されている。
12. The Wuthering Heights
サウンドトラック『嵐が丘』収録。
13. Parolibre
アルバム『未来派野郎』収録。ヴァイオリンはBarry Finclair。原曲をほぼ忠実に再現している。
14. Acceptance (End Credit) - Little Buddha
サウンドトラック『リトル・ブッダ』収録。原曲より少し短めにアレンジされている。
15. Before Long
アルバム『ネオ・ジオ』収録。ヴァイオリンはBarry Finclair。新たな中間部が追加されている。
16. Bring them home
アルバム『スムーチー』収録。原曲をほぼ忠実に再現している。

海外リマスター盤
1. Self Portrait
アルバム『音楽図鑑』収録。ヴァイオリンはBarry Finclair。シングル収録曲。